# Iuridae
Famille
Les Iuridae sont une famille de scorpions.

## Distribution
Les scorpions de cette famille se rencontrent en Grèce, en Turquie et en Irak.
Leur présence est incertaine en Syrie.

## Description
Ces scorpions sont de petite taille.
Leur venin ne semble pas dangereux pour l'homme.

## Liste des genres
Selon The Scorpion Files (21/09/2022) :
- Anatoliurus Parmakelis, Dimitriadou, Gkigkiza, Karampatsou, Stathi, Fet, Yağmur & Kovařík, 2022
- Calchas Birula, 1899
- Iurus Thorell, 1876
- Letoiurus Parmakelis, Dimitriadou, Gkigkiza, Karampatsou, Stathi, Fet, Yağmur & Kovařík, 2022
- Metaiurus Parmakelis, Dimitriadou, Gkigkiza, Karampatsou, Stathi, Fet, Yağmur & Kovařík, 2022
- Neocalchas Yağmur, Soleglad, Fet & Kovařík, 2013
- Protoiurus Soleglad, Fet, Kovařík & Yağmur, 2012

## Systématique et taxinomie
Cette famille a été décrite par Thorell en 1876 comme sous-famille des Pandinidae, elle est élevée au rang de famille par Pocock en 1893.
Depuis la parution du Catalog of the Scorpions of the World en 2000, le genre Anuroctonus a été transféré aux Chactidae, le genre Caraboctonus aux Caraboctonidae et les genres Hadruroides et Hadrurus aux Hadruridae.
Parmakelis, Dimitriadou, Gkigkiza, Karampatsou, Stathi, Fet, Yağmur et Kovařík en 2022 reconnaissent deux sous-familles : les Calchinae avec Calchas et Neocalchas et les Iurinae avec Iurus, Protoiurus, Anatoliurus, Letoiurus et Metaiurus.

## En captivité
Ces scorpions sont très rares en captivité.

## Publication originale
- Thorell, 1876 : « On the classification of Scorpions. » Annals and Magazine of Natural History, sér. 4, vol. 17, no 97, p. 1–15 (texte intégral).